# Железнодорожная катастрофа под Уфой
Железнодорожная катастрофа под Уфой (Ашинская трагедия) — крупнейшая в истории России и СССР железнодорожная катастрофа, произошедшая в воскресенье 4 июня 01:14 по местному времени (3 июня в 23:14 по московскому времени) 1989 года на Транссибирской магистрали в Иглинском районе Башкирской АССР и в 11 километрах от города Аши Челябинской области на перегоне Аша — Улу-Теляк. В момент встречного прохождения двух пассажирских поездов № 211 Новосибирск — Адлер и № 212 Адлер — Новосибирск произошёл мощный взрыв облака лёгких углеводородов, образовавшегося в результате аварии на проходившем рядом трубопроводе «Западная Сибирь — Урал — Поволжье». Погибли 575 человек (по другим данным 645), 181 из них — дети, ещё 623 получили ранения. В катастрофе пострадали жители из 45 регионов РСФСР и восьми союзных республик.
В память о погибших 5 июня на территории СССР был объявлен однодневный траур.

## Предшествующие обстоятельства
Строительство нефтепровода «Западная Сибирь — Урал — Поволжье» диаметром 720 мм и длиной 1852 километра было санкционировано постановлением Совета министров СССР № 20451 от 19 января 1981 года и поручено Миннефтепрому и Мингазстрою[уточнить]. Согласно постановлению, первая очередь нефтепровода должна была быть введена в строй в 1983—1984 годах, но руководство Миннефтепрома приняло решение перепрофилировать уже почти готовый нефтепровод в продуктопровод. Пришлось срочно внести в первоначальный проект изменения, связанные с особыми требованиями безопасной транспортировки ШФЛУ. Техническими правилами запрещено транспортировать сжиженный газ под давлением по трубопроводам диаметром свыше 400 мм, однако при перепрофилировании это требование было проигнорировано.
Трасса трубопровода в 14 местах пересекала железные дороги, в том числе, в четырёх местах, электрифицированные. Среди них — Транссибирская магистраль с большим грузопотоком. Трасса трубопровода на протяжении 273 км опасно сближалась (ближе чем на 1 км) с железными дорогами, а также проходила близко к уральским городам Миньяр, Усть-Катав,  Златоуст и к посёлку Кропачёво.

## Катастрофа

### Незадолго до инцидента
В трубе нефтепровода «Западная Сибирь — Урал — Поволжье» («Южный Балык — Миннибаево»), по которому транспортировали широкую фракцию лёгких углеводородов (сжиженную газобензиновую смесь), образовалась узкая щель длиной 1,7 метра. Из-за протечки трубопровода и особых погодных условий газ скопился в низине, по которой в 900 метрах от трубопровода проходила Транссибирская магистраль, на участке Улу-Теляк — Аша Куйбышевской железной дороги, 1710-й километр магистрали, в 11 км от станции Аша, на территории Иглинского района Башкирской АССР.
Примерно за 3 часа до катастрофы приборы показали падение давления в трубопроводе (точные моменты первичного повреждения и критической разгерметизации трубы не определены). Однако вместо того чтобы искать причину нештатной ситуации, дежурный персонал лишь увеличил подачу газа для восстановления давления. В результате этих действий через трещину в трубе под давлением вытекло значительное количество пропана, бутана и других легковоспламенимых углеводородов, которые скопились в низине в виде «газового озера», потому что плотность их паров выше, чем у воздуха.
Машинисты проходивших до катастрофы поездов предупреждали поездного диспетчера участка, что на перегоне сильная загазованность (запах одоранта, добавляемого в газо-бензиновую смесь), но этому не придали значения.
Два пассажирских поезда, которые в итоге были практически уничтожены, двигались с небольшим опозданием. При отсутствии отклонений от графика они бы рядом с местом аварии продуктопровода не встретились. В поездах № 211 Новосибирск — Адлер (20 вагонов, локомотив ВЛ10-901) и № 212 Адлер — Новосибирск (18 вагонов, локомотив ЧС2-689) находились 1284 пассажира (в том числе 383 ребёнка) и 86 членов поездных и локомотивных бригад.

### Объёмный взрыв
4 июня 1989 года в 01:14 по местному времени (3 июня в 23:14 по московскому времени) в момент встречи двух поездов на перегоне между остановочными пунктами Железнодорожная будка 1708-й километр (деревня Лемеза́) и Железнодорожная будка 1712-й километр (деревня Рассвет) произошел объёмный взрыв вытекшего газа.
Мощность взрыва была оценена в 250—300 тонн ТНТ. По другим оценкам, мощность объёмного взрыва могла доходить до 12 килотонн ТНТ, что сравнимо с мощностью ядерного взрыва в Хиросиме (16 килотонн).
Взрывом с путей было сброшено 11 вагонов. По свидетельству корреспондента «Известий», в радиусе около 4 километров были опалены и повалены деревья. Ударной волной выбило стёкла в городе Аше, расположенном в 13 километрах от места катастрофы. Столб пламени был виден более чем за 100 км. Возникший при взрыве гигантский пожар охватил территорию около 250 га. Длина фронта пламени составила 1,5—2 км. Кратковременный подъём температуры в районе взрыва превысил 1000 °C.
Взрывом было серьёзно повреждено 37 вагонов и два электровоза, в том числе семь вагонов и оба электровоза — до степени списания.
На откосе земляного полотна образовалась открытая продольная трещина шириной от 4 до 40 см, длиной 300 м, повлёкшая сползание откосной части насыпи до 70 см. Были разрушены и выведены из строя: рельсо-шпальная решётка на протяжении ~ 300 м, контактная сеть на протяжении 3 км, продольная линия электроснабжения 1,5 км, сигнальная линия автоблокировки 1,7 км, 30 опор контактной сети, 17 км воздушных линий связи.
Место катастрофы было расположено в труднодоступном малонаселённом районе с горно-таёжной местностью. Оказание помощи было весьма затруднено этим обстоятельством. На месте было обнаружено 258 тел погибших, 806 человек получили ожоги и травмы различной степени тяжести, 317 из них умерли в больницах. Всего погибли 575 человек (по неофициальным данным — 645), 623 стали инвалидами, получив тяжёлые ожоги и телесные повреждения. Детей среди погибших: 181 человек. Среди погибших — девять хоккеистов юниорской команды «Трактор-73».

### Ликвидация последствий
Сразу после катастрофы выжившие начали помогать друг другу покинуть вагоны и место происшествия. Часть раненых смогла самостоятельно добраться до ближайших населённых пунктов.
Первыми на место катастрофы прибыли жители близлежащих сёл, в них же осуществлялась и временная эвакуация и первая помощь части пострадавших, в частности в сёла Красный Восход, Улу-Теляк и в город Ашу. В дальнейшем, после того как было сообщено о происшествии, на место были направлены бригады скорой помощи, врачебно-сестринские бригады из близлежащих городов (Аши, Златоуста, Уфы и Челябинска), воинские подразделения, также привлекалась и авиация — вертолёты Ми-2 и Ми-8 (доставка помощи и эвакуация с места происшествия) и самолёты Ан-2 (доставка помощи и эвакуация из Аши). Эвакуация с места катастрофы погибших и раненых производилась автомобильным, железнодорожным и авиатранспортом.
Из-за большого количества пострадавших с тяжёлыми степенями ожогов, требующих длительного и сложного лечения, госпитализация в зависимости от степени тяжести осуществлялась как в близлежащие больницы, так и в больницы и госпитали Уфы, Челябинска, Куйбышева, Казани, Свердловска, Новосибирска, Барнаула и Москвы (в том числе авиатранспортом). Восстановительное лечение и реабилитация некоторым больным впоследствии осуществлялась и за границей. Данное происшествие считается самым крупным по количеству ожоговых больных в истории СССР и России.
Трубопровод после катастрофы не восстанавливался и был демонтирован.

## Информационные сообщения
4 июня в советских СМИ были опубликованы 3 сообщения следующего содержания:

От ЦК КПСС, Верховного Совета СССР, Совета Министров СССР.
3 июня в 23 часа 14 минут по московскому времени на продуктопроводе сжиженного газа в непосредственной близости от участка железной дороги Челябинск—Уфа в результате аварии возникла сильная утечка газа. При прохождении двух встречных пассажирских поездов назначением Новосибирск—Адлер и Адлер—Новосибирск произошел взрыв большой силы и возгорание. Имеются многочисленные жертвы.
ЦК КПСС, Верховный Совет СССР и Совет Министров СССР образовали правительственную комиссию во главе с заместителем Председателя Совета Министров СССР Г. Г. Ведерниковым, который немедленно вылетел в район аварии.
Сразу же по получении сообщения на место аварии направлены воинские подразделения, медики, специалисты, подключены необходимые силы. Принимаются все меры по оказанию помощи пострадавшим и по ликвидации последствий катастрофы.
Утром 4 июня в район бедствия вылетели М. С. Горбачёв, Н. И. Рыжков, А. В. Власов, Д. Т. Язов, Е. И. Чазов.
Начато тщательное расследование причин и обстоятельств катастрофы.

В ЦК КПСС, Верховном Совете СССР, Совете Министров СССР.
Центральный комитет КПСС, Верховный Совет СССР и Совет Министров СССР постановили:
в связи с тяжёлыми последствиями аварии на продуктопроводе сжиженного газа в непосредственной близости от участка железной дороги Челябинск—Уфа, расположенного на территории Башкирской АССР, — многочисленными человеческими жертвами — объявить в стране траур 5 июня 1989 г.
На всей территории страны приспустить Государственные флаги, отменить увеселительные мероприятия. Внести необходимые изменения в программы радио и телевидения.

От ЦК КПСС, Верховного Совета СССР, Совета Министров СССР.
ЦК КПСС, Верховный Совет СССР и Совет Министров СССР выражают глубокое соболезнование семьям, родственникам и близким погибших в результате катастрофы, происшедшей на участке железной дороги Челябинск—Уфа. Правительственной комиссии и соответствующим государственным органам поручено принять все необходимые меры для ликвидации последствий катастрофы и оказания помощи пострадавшим.

В вечернем эфире программы «Время» был показан репортаж из аэропорта Челябинска, куда привезли раненых.

## Спустя годы после катастрофы
Судебное разбирательство продолжалось 6 лет, были предъявлены обвинения девяти должностным лицам, двое из них подлежали амнистии. Среди остальных — начальник строительно-монтажного управления треста «Нефтепроводмонтаж», прорабы, другие конкретные исполнители. Обвинения предъявлялись по статье 215, части II Уголовного кодекса РСФСР «Нарушение правил при производстве строительных работ». Максимальная мера наказания по этой статье составляла 5 лет лишения свободы. Есть мнение, что вместо вскрытия системных причин крушения следствие и обвинение в первую очередь искали «козлов отпущения».
Была создана Ассоциация пострадавших и родственников погибших под Уфой.
Инцидент с одновременным массовым поступлением ожоговых больных способствовал развитию комбустиологической службы в СССР, были дооборудованы и укрупнены областные ожоговые центры в Челябинске и Уфе, укрупнена линейная дорожная больница станции Златоуст. При оформлении и продаже железнодорожных билетов начали вноситься паспортные данные пассажиров, в том числе и детей.
В 1992 году на месте крушения был сооружён мемориал с восьмиметровым монументом. Ежегодно у него проходят траурные митинги.

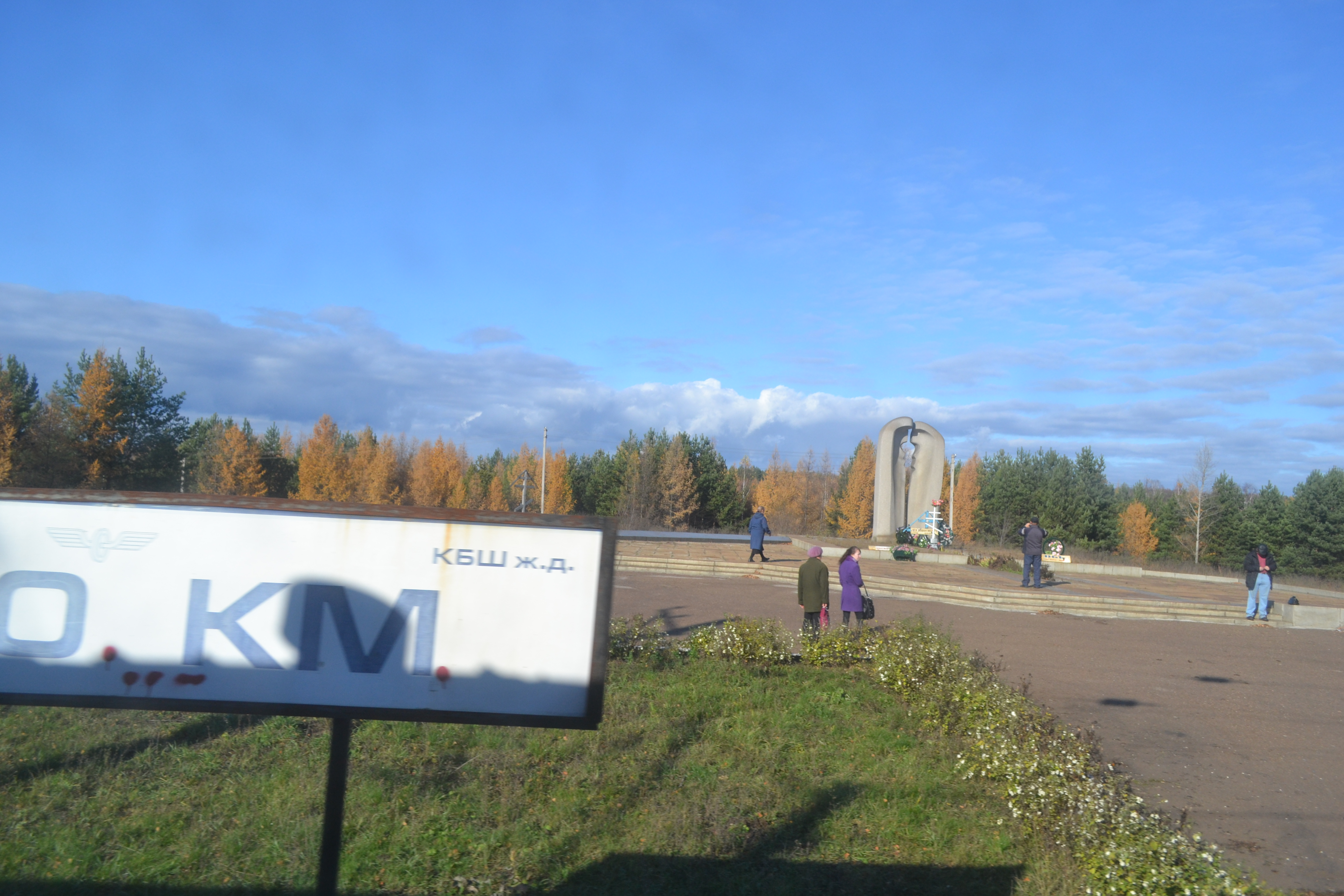
Памятник жертвам катастрофы около платформы 1710 км КбшЖД.

Башкирское отделение Куйбышевской железной дороги построило новый остановочный пункт — 1710 километр. Все электрички, следующие из Уфы в Ашу, делают здесь остановку. У подножия монумента лежат несколько маршрутных досок с вагонов поезда № 212 «Адлер — Новосибирск». Монумент построен возле братского колумбария с 327 урнами с прахом неопознанных погибших (опознанию препятствовала степень повреждений, достигавшая степени испепеления в пожаре).
В 2004 году по заданию ОАО «Газпром» была разработана и прошла ведомственные испытания система контроля переходов магистральных трубопроводов через дороги, предназначенная для мониторинга показателей безопасности переходов. С 2005 года данными системами ведётся планомерное оснащение наиболее ответственных переходов магистральных газопроводов через дороги.
В 2009 году в пассажирском вагонном депо станции Новосибирск-Главный в двадцатую годовщину катастрофы был открыт ещё один памятник жертвам катастрофы.

## Свидетельства очевидцев
Геннадий Верзян, житель Аши (11 километров от места взрыва):

Во втором часу ночи по местному времени со стороны Башкирии взметнулось яркое зарево. Столб огня взлетел вверх на сотни метров, затем докатилась взрывная волна. От грохота в некоторых домах вылетели стёкла.

Алексей Годок, в 1989 году первый заместитель начальника пассажирской службы Южно-Уральской железной дороги:

Когда мы облетали место аварии, было такое впечатление, что напалм какой-то прошёл. От деревьев остались чёрные колья, как будто их ободрали от корня до верхушки. Вагоны были разбросаны, раскиданы…
Надо же такому случиться — поезд, который шёл из Новосибирска, на 7 минут опаздывал. Пройди он вовремя или встреться они в другом месте — ничего бы не случилось. Трагедия в чём — в момент встречи от торможения одного из составов прошла искра, там в низинке скопился газ и произошёл мгновенный взрыв. Рок есть рок. И безалаберность наша, конечно…
Я работал на месте аварии, вместе с КГБ и военными, изучали причины катастрофы. Уже к концу дня, 5 июня, мы знали, что это никакая не диверсия, это дикая случайность… Действительно, запах газа чувствовали и жители близлежащей деревеньки, и наши машинисты… Как показала проверка, скопление газа шло там в течение 20—25 дней. И всё это время там шли поезда! Что касается продуктопровода, выяснилось, что там не велось никакого контроля, несмотря на то, что соответствующие службы обязаны регулярно следить за состоянием трубы. После этой катастрофы появилась инструкция для всех наших машинистов: почувствовав запах газа — тут же предупреждать и прекращать движение поездов, до выяснения обстоятельств. Нужен был такой страшный урок…

Владислав Загребенко, в 1989 году — врач-реаниматолог областной клинической больницы:

В семь утра мы вылетели с первым вертолётом. Часа три летели. Куда садиться, вообще не знали. Посадили около поездов. Сверху я видел (рисует) вот такой чётко очерченный круг диаметром примерно с километр, и торчат чёрные обрубки сосен, как спички. Вокруг тайга. Лежат вагоны, изогнутые бананообразно. Там вертолётов, как мух. Сотни. Ни больных, ни трупов к тому времени не осталось. Военные идеально поработали: эвакуировали людей, трупы увезли, погасили огонь.
Больных привозили на самосвалах, на грузовиках вповалку: живых, не очень живых, вообще неживых. В темноте же грузили. Сортировали по принципу военной медицины. Тяжело раненых — 100 процентов ожогов — на траву. Тут уже не до обезболивания, это закон: если одному тяжёлому будешь помогать, ты потеряешь двадцать (которых можно успеть спасти).
Особо хочу сказать об ашинцах. У каждого больного дежурил доброволец, сестёр же столько не наберёшь, и ещё была очередь, чтобы занять это место. Они тащили котлеты, картошку, всё, что раненые просили… Известно, что этим больным нужно много пить. Но такого количества компотов я представить себе не мог: все подоконники были уставлены, весь пол. Площадь перед корпусом была заполнена волонтёрами. Вся Аша поднялась на помощь.

Салават Абдулин, отец погибшей под Ашой Лены Абдулиной, сопредседатель Ассоциации родственников погибших и пострадавших под Ашой:

На вокзале нам говорили, что последние вагоны, в которых ехали наши дети, не пострадали. Кто-то сказал, что звонил преподаватель Тулупов, который поехал с ними, сказал, что всё в порядке. Нас просто успокаивали.
В шесть вечера спецпоездом мы поехали в Ашу, из Аши — в Уфу. В списках живых дочери не было. Три дня мы искали в больницах. Никаких следов. А потом пошли с женой по холодильникам…
Была там одна девочка. По возрасту похожа на мою дочь. Головы не было, только два зуба снизу торчали. Чёрная, как сковородка. Думал, по ногам узнаю, она у меня танцевала, балерина была, но ног не было по самое туловище. А телом похожа была. Я потом корил себя, можно было и по группе крови узнать, и по ключице, она в детстве ломала… В том состоянии до меня это не дошло. А может, это она была… Неопознанных «фрагментов» людей осталось очень много.
24 человека из нашей школы совсем не нашли, 21 человек погиб. 9 человек в живых остались. Ни одного преподавателя не нашли.

Валерий Михеев, заместитель редактора газеты «Стальная искра», Аша:

Меня разбудила — а я только прилёг — страшная по яркости вспышка. На горизонте полыхало зарево. Через пару десятков секунд до Аши донеслась взрывная волна, побившая немало стёкол. Понял, случилось что-то страшное. Через несколько минут я был уже в горотделе милиции, вместе с ребятами кинулся в «дежурку», помчались в сторону зарева. То, что увидели, невозможно представить себе даже при больном воображении! Как гигантские свечи горели деревья, вишнёво-красные вагоны дымились вдоль насыпи. Стоял совершенно невозможный единый крик боли и ужаса сотен умирающих и обожжённых людей. Полыхал лес, полыхали шпалы, полыхали люди. Мы кинулись ловить мечущиеся «живые факелы», сбивать с них огонь, относить ближе к дороге подальше от огня. Апокалипсис… А как много было детей! Вслед за нами начали подъезжать медики. В одну сторону мы складывали живых, в другую — мёртвых. Помню, нёс маленькую девочку, она меня всё про свою маму спрашивала. Передал на руки знакомому врачу — давай перевязывай! Он отвечает: «Валерка, уже всё…» — «Как это всё, только что разговаривала?!» — «Это в шоке».

## Организационные причины катастрофы
Организационными причинами катастрофы, согласно Дмитрию Чернову и Дидье Сорнетту (профессор Цюрихского технологического института, исследователь сложных систем и менеджмента рисков), послужили культура спешной работы, отсутствие права у диспетчеров на остановку движения, волевые решения об изменении типа продукта с нефти на газ, увеличения потока, игнорирование соображений безопасности.

## Дополнительно
В программе Второй программы Центрального телевидения, опубликованной 27 мая 1989 г., на воскресенье 4 июня — х/ф «Эхо дальнего взрыва».

В результате множества незначительных упущений проектировщиков линии газопровода в маленьком посёлке Тимохино случилось ЧП: строители, прокладывая в земле кабель, пропороли ковшом экскаватора трубу не обозначенного в чертежах газопровода высокого давления. В результате произошел взрыв, погибли люди. Никто из восьми проектировщиков не посчитал себя виновным...

В программе Первой программы Центрального телевидения, опубликованной 3 июня 1989 г., на понедельник 5 июня — фильм-детям «Взрыв будет в пять» (ЧССР); на 8 и 9 июня, по Второй программе — 1-я и 2-я серии худ. телефильма «Дорога в ад».